# Волш (округ, Північна Дакота)
Шаблон:StateAbbr_ 48°22′ пн. ш. 97°43′ зх. д. / 48.37° пн. ш. 97.72° зх. д.
Округ Волш (англ. Walsh County) — округ (графство) у штаті Північна Дакота, США. Ідентифікатор округу 38099.

## Історія
Округ утворений 1881 року.

## Демографія
За даними перепису 
2000 року 
загальне населення округу становило 12389 осіб, зокрема міського населення було 4503, а сільського — 7886.
Серед мешканців округу чоловіків було 6196, а жінок — 6193. В окрузі було 5029 домогосподарств, 3321 родин, які мешкали в 5757 будинках.
Середній розмір родини становив 3.
Віковий розподіл населення поданий у таблиці:
| Стать    | До 15 років | 15-21 | 22-29 | 30-39 | 40-49 | 50-65 | 65-85 | Понад 85 |
| -------- | ----------- | ----- | ----- | ----- | ----- | ----- | ----- | -------- |
| Чоловіки | 1286        | 598   | 451   | 816   | 1012  | 1037  | 890   | 106      |
| Жінки    | 1158        | 548   | 404   | 763   | 932   | 994   | 1124  | 270      |

## Суміжні округи
- Пембіна — північ
- Кіттсон, Міннесота — північний схід
- Маршалл, Міннесота — схід
- Гранд-Форкс — південь
- Нелсон — південний захід
- Ремсі — захід
- Кавальєр — північний захід

## Виноски
1. ↑  US Decennial Census. US Census Bureau. Архів оригіналу за 4 квітня 2018. Процитовано 1 лютого 2015.
2. ↑  Historical Census Browser. University of Virginia Library. Архів оригіналу за 11 серпня 2012. Процитовано 1 лютого 2015.
3. ↑  Forstall, Richard L., ред. (20 квітня 1995). Population of Counties by Decennial Census: 1900 to 1990. US Census Bureau. Архів оригіналу за 5 березня 2015. Процитовано 1 лютого 2015.
4. ↑  Census 2000 PHC-T-4. Ranking Tables for Counties: 1990 and 2000 (PDF). US Census Bureau. 2 квітня 2001. Архів оригіналу (PDF) за 18 грудня 2014. Процитовано 1 лютого 2015.
5. ↑  State & County QuickFacts. Бюро перепису населення США. Архів оригіналу за 5 вересня 2015. Процитовано 1 листопада 2013.(англ.) Наведено за англійською вікіпедією.
6. ↑  American FactFinder. Бюро перепису населення США. Архів оригіналу за 26 лютого 2012. Процитовано 31 січня 2008.

| США | Це незавершена стаття з географії США. Ви можете допомогти проєкту, виправивши або дописавши її. |